# Veronica wyomingensis
Veronica wyomingensis är en grobladsväxtart som först beskrevs av Aven Nelson, och fick sitt nu gällande namn av M.M.Mart.Ort. och Albach. Veronica wyomingensis ingår i släktet veronikor, och familjen grobladsväxter. Inga underarter finns listade i Catalogue of Life.

## Bildgalleri

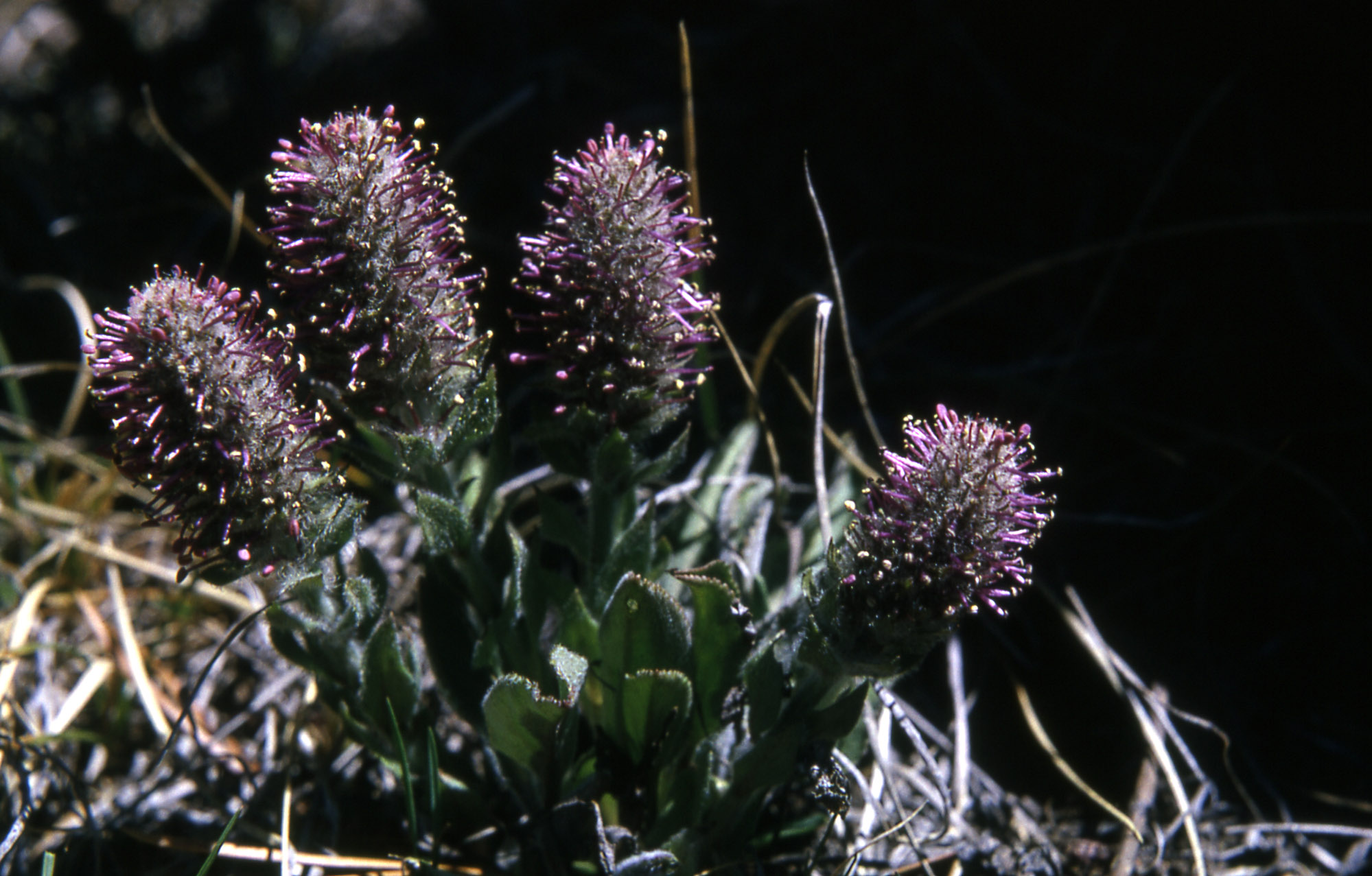